# Shanina Shaik

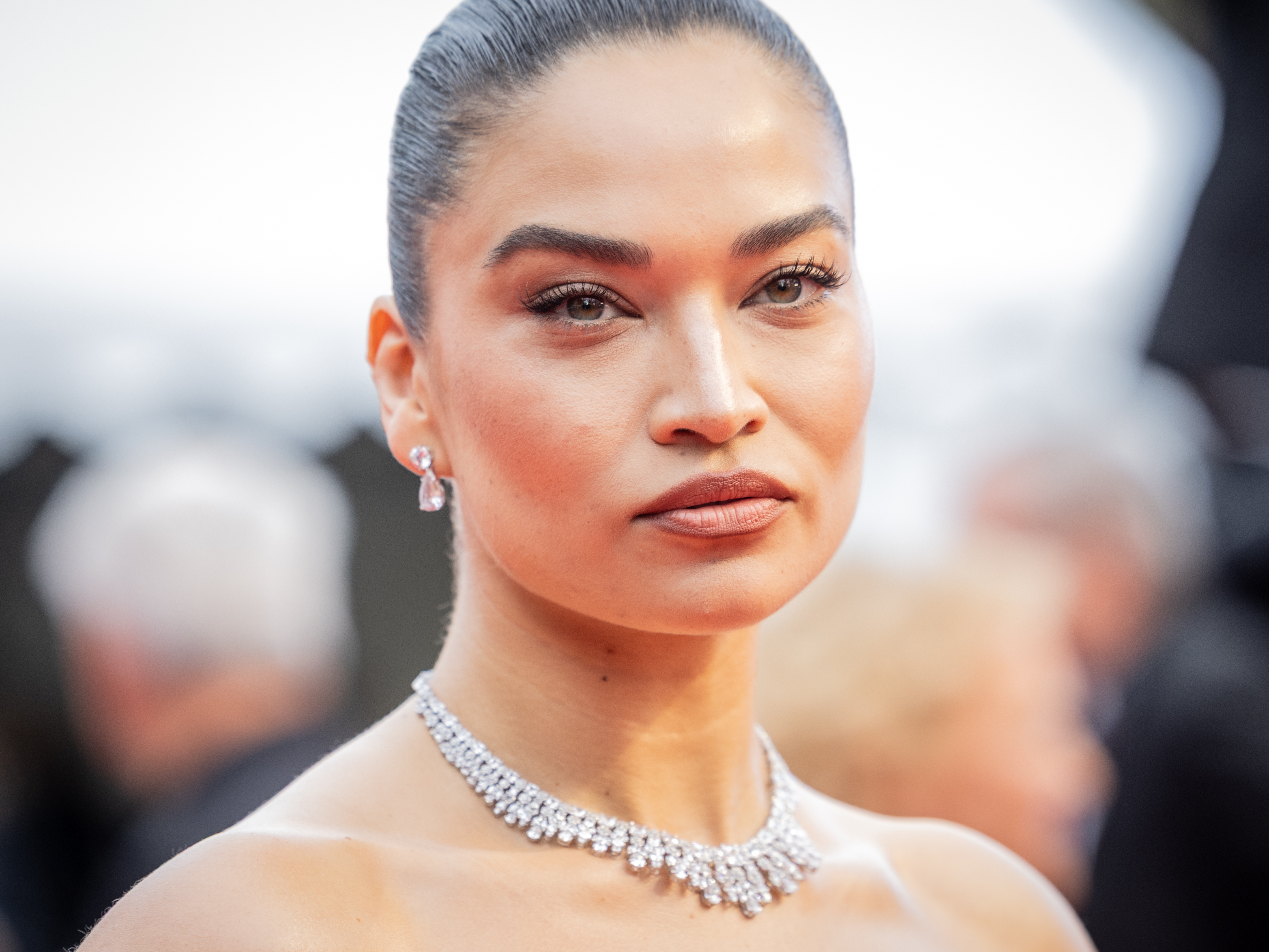
Shanina Shaik im Mai 2025 bei den Internationalen Filmfestspielen in Cannes

Shanina Shaik (* 11. Februar 1991 in Melbourne) ist ein australisches Model.

## Leben
Shanina Shaik wurde 2008 bei der australischen TV-Modelshow Make me a Supermodel des Senders Seven Network entdeckt, hier belegte sie den zweiten Platz. Als Laufstegmodel war sie dann in Schauen von Chanel, Stella McCartney und Jason Wu zu sehen. Von 2011 bis 2018 wirkte sie an den Victoria’s Secret Fashion Shows mit. Als Covermodel war sie auf der Vogue und Harper’s Bazaar zu sehen.

## Filmografie
- 2017: Die Mumie (The Mummy)
- 2018: The Separatists (Kurzfilm)
- 2019: Greed